# 片腕サイボーグ
『片腕サイボーグ』（かたうでサイボーグ、原題：Vendetta dal futuro、英語題：Hands of Steel）は、1986年のイタリアのSF映画。監督はセルジオ・マルティーノ。出演はダニエル・グリーン、ジョージ・イーストマン、ジョン・サクソンほか。

## あらすじ
悪の実業家ターナー（ジョン・サクソン）は、70％がロボット、30％が人間というサイボーグのパコ（ダニエル・グリーン）を作り出し、環境活動家の暗殺を目論むが、パコが人間性に目覚めた事で失敗に終わる。
暗殺計画から逃げ出しアリゾナのカフェ・モーテルで働くパコだったが、政府関係者やターナーの部下がパコを追跡していた。

## キャスト
※括弧内は日本語吹替（初回放送1991年1月26日 テレビ朝日『ウィークエンドシアター』）
- パコ：ダニエル・グリーン（英語版）（若本規夫）
- リンダ：ジャネット・アグレン（英語版）（弥永和子）
- ピーター・ハウエル：クラウディオ・カッシネッリ（英語版）
- ラウル：ジョージ・イーストマン
- クーパー：ロベルト・ビサッコ（英語版）
- ベイキー：パット・モンティ（筈見純）
- エディ：アンドレア・コッポラ
- アルスター教授：ドナルド・オブライエン
- トーマス：フランク・ウォルデン（鈴木勝美）
- アナトール・ブランコ：ダーウィン・スワルヴ
- ペキンパー：エイミー・ウェルバ（榊原良子）
- フランシス・ターナー：ジョン・サクソン（池田勝）
- モズリー：フランコ・ファンタシア（阪脩）

## スタッフ
- 監督：セルジオ・マルティーノ（マーティン・ドルマン名義）
- 原案：セルジオ・マルティーノ
- 製作：ルチアーノ・マルティーノ
- 脚本：セルジオ・マルティーノ、サウロ・スカヴォリーニ、エリザ・リヴィア・ブリガンティ、ダルダノ・サッケッティ、エルネスト・ガスタルディ、ジョン・クラウザー
- 追加台詞：ルイス・Ｅ・シャネリ
- 撮影：ジャンカルロ・フェランド
- 音楽：クラウディオ・シモネッティ
- SFX：セルジオ・スティヴァレッティ、ロバート・コールマード、ポール・コールマード

日本語版
- 演出：水本完
- 翻訳：山田ユキ
- 調整：中村光宏
- 効果：南部満治、大橋勝次、河合直
- 日本語版制作：ザック・プロモーション[6]
- プロデューサー：猪谷敬二

## 製作
本作はアリゾナ州で撮影され、グランドキャニオンとアーコサンティの町で撮影されたシーンもある。 俳優のクラウディオ・カッシネッリは本作の製作中にペイジでヘリコプターの事故に巻き込まれ死亡したため、本作が遺作となった。

## 作風
ハワード・ヒューズは、本作が、ブルーノ・マッティの『エイリアンネーター』やネロ・ロサティの『アステカ・アドベンチャー/宇宙の秘宝』など、映画『ターミネーター』の要素を借用したイタリア映画作品群に属していることを指摘した。ダニエル・R・バドニックは1980年代のアクション映画をまとめた本の中で、本作を「すべてのハイブリッド映画を終わらせるハイブリッド映画」と評し、影響を受けた作品として『ターミネーター』と『ブレードランナー』を挙げ、プロットが後に『オーバー・ザ・トップ』に借用されていることも指摘している。

## 公開
本作は1986年にイタリアの検閲を通過した。本作は「Atomic Cyborg」「Hands of Steel」の英語タイトルで公開されている。
日本では「吐きだめの悪魔」と2本立てで同時公開。

## 批評
ヒューズは、『ターミネーター』に借りがある映画の「最良の例」と評し、空手をするアンドロイドが登場する『ブレードランナー』の影響も指摘し、貨物車、自動車、ヘリコプターを使ったアクションシーンとスコアを高く評価した。ブドニクは、この映画の冒頭は政治的な要素が強く退屈だったが、これらのシーンの後は改善され、『腕相撲を交えた猛烈な砂漠でのアクションに、奇妙なサイボーグの女性も登場し、事態を混乱させる』と評した。オールムービーのドナルド・ガリスコはこの映画を「B級映画ファン向けのまずまずな時間潰し」と評し、「南西部の設定が独特の風味を与え、セルジオ・マルチーノは、少ない予算で豊富なアクションを提供する適切な仕事をする。彼の最高の瞬間は、主人公が銃を持った刺客からかわしつつ、変装した2人のサイボーグと接近戦で闘うシーンだろう」と評し、「しばしばバカバカしくなる（警察がサイボーグを追っていると理解するまでに実に長い時間がかかる）ものの、決して退屈はしない。要するに、『片腕サイボーグ』はB級映画ファン向けの作品だが、低予算の楽しさを味わうことができるだろう」と結論付けた。